# Чудотворци (ТВ серија)
Чудотворци (енгл. Miracle Workers) америчка је антологијска телевизијска комедија, заснована на роману What in God's Name („Шта, побогу?”) Сајмона Рича. Серију је креирао Рич, а глумачку поставу чине Данијел Радклиф, Стив Бусеми, Џералдина Висванатен, Џон Бас, Каран Сони, Саша Компере и Лоли Ејдефоп. У мају 2019. године ТБС је обновио серију за другу сезону. 

## Радња
Радња серије прати „Крега, нискорангираног анђела задуженог за све молитве човечанства, и Елајзу, која је однедавно пребачена у Крегово одељење из Одељења за прљавштину. Њихов шеф, Бог, углавном је занемарио Земљу како би се фокусирао на своје омиљене хобије. Да би спречио уништавање Земље, Крег, заједно с Елајзом, мора извести до сада немогуће чудо и помоћи двоје људи да се заљубе.”

## Улоге
- Данијел Радклиф као Крег Бог
- Џералдина Висванатен као Елајза Хантер
- Каран Сони као Санџеј Принс
- Џон Бас као Сем
- Саша Компере као Лора
- Лоли Ејдефоп као Роузи
- Стив Бусеми као Бог